# Vol TAN-SAHSA 414
Le 21 octobre 1989, à 7 h 30 heure locale, le Boeing 727 assurant le vol TAN-SAHSA 414, un vol régulier international reliant l'aéroport international Juan-Santamaría de San José, au Costa Rica, à l'aéroport international de Toncontín, à Tegucigalpa, au Honduras, avec une escale prévue à l'aéroport international de Managua, au Nicaragua, s'est écrasé sur le versant d'une montagne, après que les pilotes n'aient pas suivi une procédure d'approche spéciale requise pour l'atterrissage à l'aéroport de Tegucigalpa,. 
L'accident a tué 131 passagers, laissant 15 survivants grièvement blessés, dont les 3 pilotes. Alors que 20 passagers ont initialement survécu à l'accident, 5 sont décédés des suites de leurs blessures, en raison d'un retard dans l'arrivée des secours en raison des mauvaises condition météorologiques présentent sur le site du crash. Il s'agit de l'accident aérien le plus meurtrier dans l'histoire du Honduras.

## Avion et équipage
L'appareil impliqué était un Boeing 727-224, immatriculé N88705, livré par Continental Airlines, et qui a effectué son première vol en 1968. Il a été livré à TAN-SAHSA en 1981. L'avion était équipé d'un enregistreur de données de vol, d'un enregistreur phonique, et de l'avertisseur de proximité du sol (GPWS). Cependant, le GPWS était déconnecté au moment de l'accident car, à ce moment-là, ce système n'était pas jugé nécessaire en vol par l'aviation civile du Honduras.
L'équipage était composé du commandant de bord Raúl Argueta (34 ans), du copilote Reiniero Canales (26 ans), et du mécanicien naviguant Marco Figueroa, tous trois employés par TAN-SAHSA.

## Accident
Le vol 414 approchait de l'aéroport international de Toncontín lorsque le contrôle aérien de Tegucigalpa a autorisé le vol pour une approche VOR/DME vers la piste 01. En raison du relief élevé présent dans la région, l'approche sur cet aéroport nécessitait une série de trois paliers successifs à partir du repère d'approche initial, à 7 500 pieds (2 300 m). 

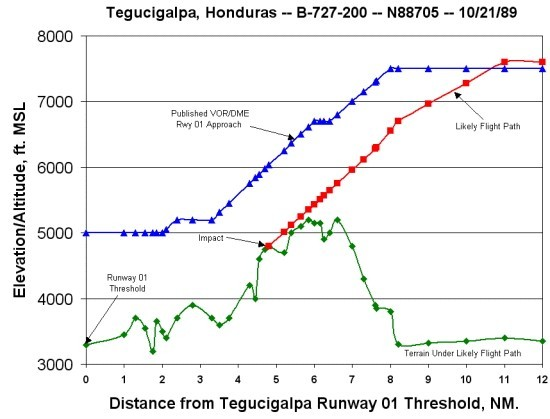
Diagramme représentant la trajectoire de descente du vol 414 (en rouge) et celle requise pour l'approche vers la piste 01 (en bleue).

L'équipage a entamé la descente sans marquer aucun paliers d'altitude, à environ 20 km de l'aéroport, plutôt que de suivre la procédure de descente prescrite, qui a conduit au site de l'accident. Le profil de descente de l'avion était également bien en deçà de la trajectoire de descente recommandé pour l'approche. 
Le vol 414 a percuté le flanc d'une montagne, le Cerro de Hula à une altitude de 4 800 pieds (1 500 m), à environ 240 m du sommet et à 9 km de la piste 01 de l'aéroport. Au moment de l'impact, le 727 était en configuration d'approche, avec le trains d'atterrissage et les volets sortis.
L'avion s'est disloqué en trois tronçons. Presque tous les survivants de l'accident se trouvaient dans la section avant (cockpit et première classe) de l'appareil, en raison de sa configuration, avec le nez  de l'avion relevé, au moment de l'impact.
Les passagers n'ont pas été prévenus de la collision imminente et n'ont donc pas eu le temps de réagir ; d'autres passagers dormaient au moment de l'accident.

## Conséquences
En raison de la vitesse et de la violence de l'impact, des débris enflammés de l'avion ont été dispersés sur un large périmètre. Malgré cela, les secouristes ont pu récupérer les 131 corps des victimes le soir de l'accident, qui ont ensuite été envoyés à une morgue locale pour identification.
Pendant que le Conseil national de la sécurité des transports américain (NTSB) et l'Autorité de l'aviation civile du Honduras enquêtaient sur l'accident, les trois pilotes, qui ont survécu au crash, ont été accusés d'homicide involontaire et de négligence et ont été jugés en conséquence. Cependant, ces accusations n'ont jamais abouti.
De plus, les familles de certaines victimes ont intenté une action en justice, regroupant 31 actions pour décès injustifié et étant centrée sur la « récupérabilité des dommages moraux ». Bien que les actions aient été initialement déposées devant la Cour pénale du comté de Miami-Dade, en Floride, l'affaire a été tranchée en vertu du droit nicaraguayen. Les plaignants ont initialement obtenu des dommages pécuniaires stipulés de 1 000 000 $ et un verdict du jury de 1 500 000 $ pour les dommages moraux. Le plaignant d'une action supplémentaire s'est vu accorder des dommages pécuniaires de 144 000 $ et des dommages moraux de 1 494 000 $. Cependant, ces décisions ont finalement été annulées et d'autres requêtes ont été rejetées par la suite.

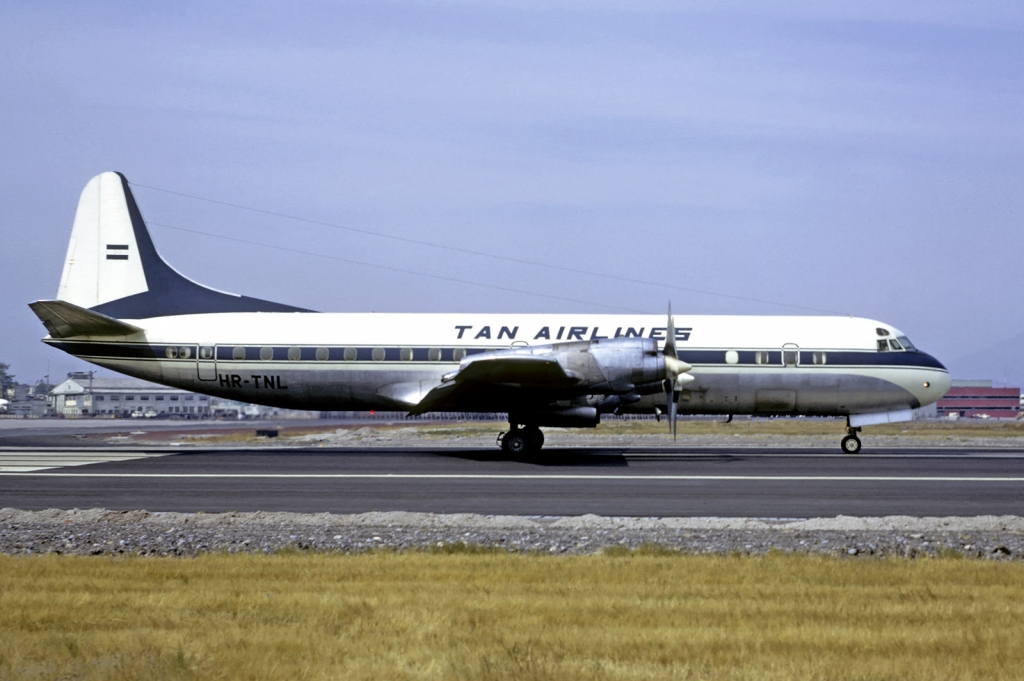
HR-TNL, le Lockheed L-188 Electra impliqué dans l'accident de 1990, alors qu'il opérait pour, ici en novembre 1971.

Cinq mois plus tard, en mars 1990, un Lockheed L-188 Electra, immatriculé HR-TNL et assurant un vol cargo exploité par SAHSA Carga (en), s'est écrasé près du lieu du crash du vol 414, dans des circonstances similaire, ce qui en fait le troisième accident grave de la compagnie aérienne en l'espace de six mois. La compagnie a également été impliquée dans une conspiration liée à la fixation des tarifs aériens avec Air Florida et deux autres compagnies aériennes d'Amérique centrale, dont TAN Airlines (en) (avant la fusion des deux compagnies en 1991). La compagnie aérienne a été officiellement dissoute en janvier 1994.